# Бузянис, Георгиос
Георгиос Бузянис (греч.  Γιώργος Μπουζιάνης , нем. Jorgos Busianis; 8 ноября 1885, Афины — 23 октября 1959, там же) — греческий и немецкий художник. «Самый значительный греческий экспрессионист».

## Молодость
Бузянис родился 8 ноября 1885 года в Афинах. Он был первым (из трёх) ребёнком в семье торговца вином Панайотиса Бузяниса и его жены, афинянки Хрисанти Прокопиу. Собственно фамилия Бузянис лишь указывает на происхождение отца из пригорода Бузянеика аркадийской Триполи.
Вырос в афинском квартале Неаполь, где и окончил начальную школу.
Учился в Афинской школе изящных искусств у Георгия Роилоса, Никифора Литраса, Константина Воланакиса и Димитриоса Гераниотиса.
Окончил школу в 1906 году. Отметим, что с 1900 по 1906 год его сокурсником был Джорджо де Кирико.
Бузянис впоследствии редко писал о своих годах учёбы в Афинах. Его биограф Д. Делияннис пишет, что он не симпатизировал ни атмосфере «Школы», ни живописи своих учителей.
И через 50 лет Бузянис не изменил своей оценки, заявляя, что «после Партениса у нас нет достойного учителя».
В 1906 году, получив частную стипендию врача Иоанниса Харамиса, уехал продолжить учёбу в Мюнхен, который Бузянис выбрал сам, вместо Парижа.
Работы Бузяниса его первого афинского периода (1900—1906) немногочисленны. Однако они уже характеризуют его последующую деятельность. В этих работах преобладают элементы классицизма («Старик», «Сестра художника», «Автопортрет» и несколько натюрмортов). Делияннис пишет, что «Автопортрет» (1903—1905) является своего рода визой художника в Мюнхен. Автопοртрет уже имеет элементы его личной экспрессионистской манеры.

## Мюнхен
Бузянис учился в Мюнхенской академии у Отто Зайтца, но одновременно, вне академии учился у не-академических художников Walter Thor и Georg Schildknecht.
Мюнхен стал центром деятельности и вехой художественных поисков Бузяниса.
Он прожил там четыре года.
Художественный Мюнхен того периода был в непрестанном поиске.
Символизм, фовизм, кубизм, футуризм являлись культурной почвой питающей молодых художников.
Здесь также присутствовал мистицизм Востока.
Пионером «эстетического контакта» двух миров был Кандинский, который вместе с другими художниками ещё в 1901 году создал художественное объединение «Фаланга», позже «Союз молодых художников Мюнхена» и в 1911-12 году организовал в мюнхенской галерее Thannhauser первую выставку «Синего всадника».
Об этом периоде Бузянис писал:
«…около двух лет я уединился в ателье в Мюнхене…В тот период я ещё не уяснил картину о самом себе…. Я не был доволен своими первыми попытками …Это было не то, что я искал. Только к 1917 году я приблизился к самому себе и своей работе, посредством нового автопортрета. …После этого я ушёл из Союза художников и попытался вступить в Neue Sezession-München, с которым имел большее родство, чтобы выставляться с ними.
Я оставался с ними, пока не уехал из Германии. Немногим позже, в 1917 году, я познакомился с Waldmüller и Maly и позже с Schwemmer и Hugo Becker.. Так образовался круг моих знакомств, который меня выражал… Я чувствовал довольным самим собой, поскольку с тех пор знал какой дорогой следовать».
В тот же период (1906—1908) в Мюнхене находился де Кирико, который так описывал Мюнхенскую академию : «В Академии Изящных Искусств я несколько месяцев посещал уроки рисунка, а затем перешёл к урокам живописи. Студенты здесь очень слабы, по сравнению с студентами Афинской школы…В Мюнхенской академии нет ни одного, кто бы мог держать уголь или кисть в руке. Течение, которое дοминировало в ту эпоху была живопись Sezession, тот вид живописи который позже создал в Париже „Осенний салон“, а затем распространился по всему миру, образовывая современное искусство. Все эти течения, которые в Париже стали модой, благодаря рекламе торговцев произведений искусств, исходят из Мюнхена».
Бузянис находился в центре художественных течений, но не являлся рычагом художественных событий, а наблюдателем. В первые годы (1907—1912) Бузянис исчерпывал себя в среде Мюнхенской академии, хотя Walter Thor, Отто Зайтц и Georg Schildknecht не подходили ему как учителя.
Они отстали и не понимали важности экспрессионистской работы Макса Либермана. Бузянис посетил его в Берлине в 1909 году. В том же году написал акварель «Портрет госпожи Künze», которая выражает экспрессионистскую манеру эпохи, но и его личное достижение в области абстракции. Это относится и к ряду акварелей периода 1909—1914.

## Период 1920—1929

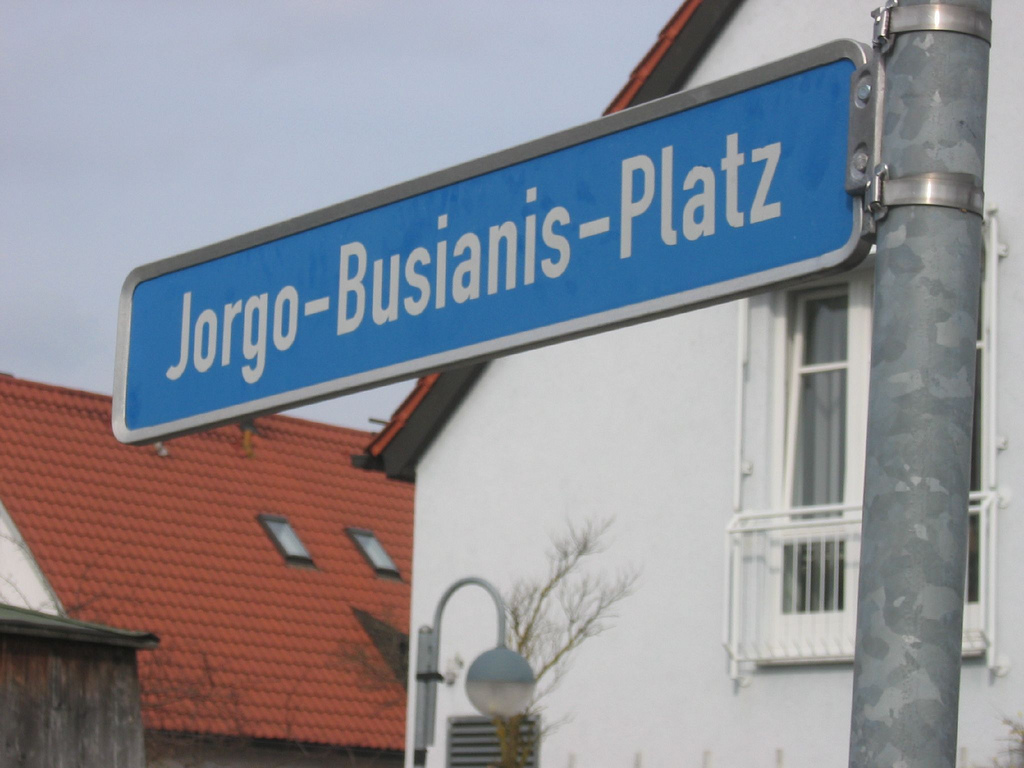
Площадь Георгия Бузяниса в Айхенау.

С 1918 по 1921 год Бузянис сотрудничал с мюнхенской галерей Rithaler, с 1926 по 1930 год с галерей Thannhausr. Около 1925 года он начал своё постоянное сотрудничество с галереей Heinrich Barchfeld Лейпцига.
Его выставки там стали частыми в период 1927—1930.
Также его выставка в галерее города Хемниц в 1927 году и его участие в выставке Neue Sezession Мюнхена в 1928 году ознаменовали один из самых плодотворных периодов художника и его последний немецкий период.
В этот период завершилось его формирование как художника экспрессиониста, которое началось десятилетием раньше в поисках границ соединявших (или отделявших) его с великими художниками эпохи.
Он был продуктивным художником.
Он писал в том же ритме рисунки, акварели и работы маслом. Портреты, пейзажи и фигуры людей характеризуются стилистическим разнообразием.
Критика была восторженной. Бузянис при жизни не встретит более такого отзыва публики и критики .Ни в Париже, ни в Греции.

## Париж 1929—1932
Бузянис с женой и сыном обосновался в Париже в 1929 году. Его пребывание в Париже было результатом соглашения с галеристом Χ. Бархвельдом, который взял на себя расходы художника, в обмен на его работы в Париже.
Парижский период Бузяниса был весьма продуктивным, Париж дал художнику новые вдохновения и возможности, не внося однако изменения в его характер. Акварели и рисунки были исключительным его занятием, поэтому сам Бузянис именовал парижский период «Влажным периодом».
Знакомство Бузяниса с Парижем начинается с музеев.
Он пишет свои «Тетради» со своими замечаниями о художниках и их работах, музеях, художественных течениях и тенденциях современного искусства, «тупике современного искусства».
Он пишет, что встретился с де Кирико 14 мая 1931 года : «Я встретился после 23 лет с другом моей молодости».
Он пишет о выставке работ Делакруа: 25 мая 1930, Лувр. Выставка Делакруа. Наверняка он родился очень талантливым, но он успешен только в своих первых шагах, потому что со своим Рубенсом… Не понимаю, что его так восхищает у Рубенса. Для меня Рубенс всегда был отвратительным явлением".
И ниже: «О, мой любимый Мане, знающий о природе предметов.
О тебе однако не создают большой шумихи».
Его парижские акварели более расплывчаты, композиция более свободна.
У пейзажей Бузяниса два полюса: Мюнхен (Айхенау) — Париж.
Остаётся фактом что парижский «парентезис» стал катализатором для художника, и вполне вероятно что продолжение в его творчестве было бы иным, если бы он не был вынужден покинуть Париж и вернуться в Германию (1932), а затем оставить Германию и вернуться в Грецию (1935).
Парижский "Влажный период не повторится в Греции.
Там он встретит другую действительность, которая приведёт его к созданию ряда работ (1950-55), ставших его последним и вероятно самым значительным периодом его деятельности.

## Мюнхен 1934
Его возвращение в Мюнхен состоялось в новых обстоятельствах: становление нацизма в Германии, где он был причислен к «выродившимся художникам» и обещание греческого государства по возвращении в Грецию назначить его профессором в Афинскую школу изящных искусств.
Он обсудил детали отъезда в греческим консульством в Берлине, продал свой дом и ателье в Айхенау. В этот период он мало работал, но оставил записку о работах, которые он оставил в Германии.

## Афины 1934—1959

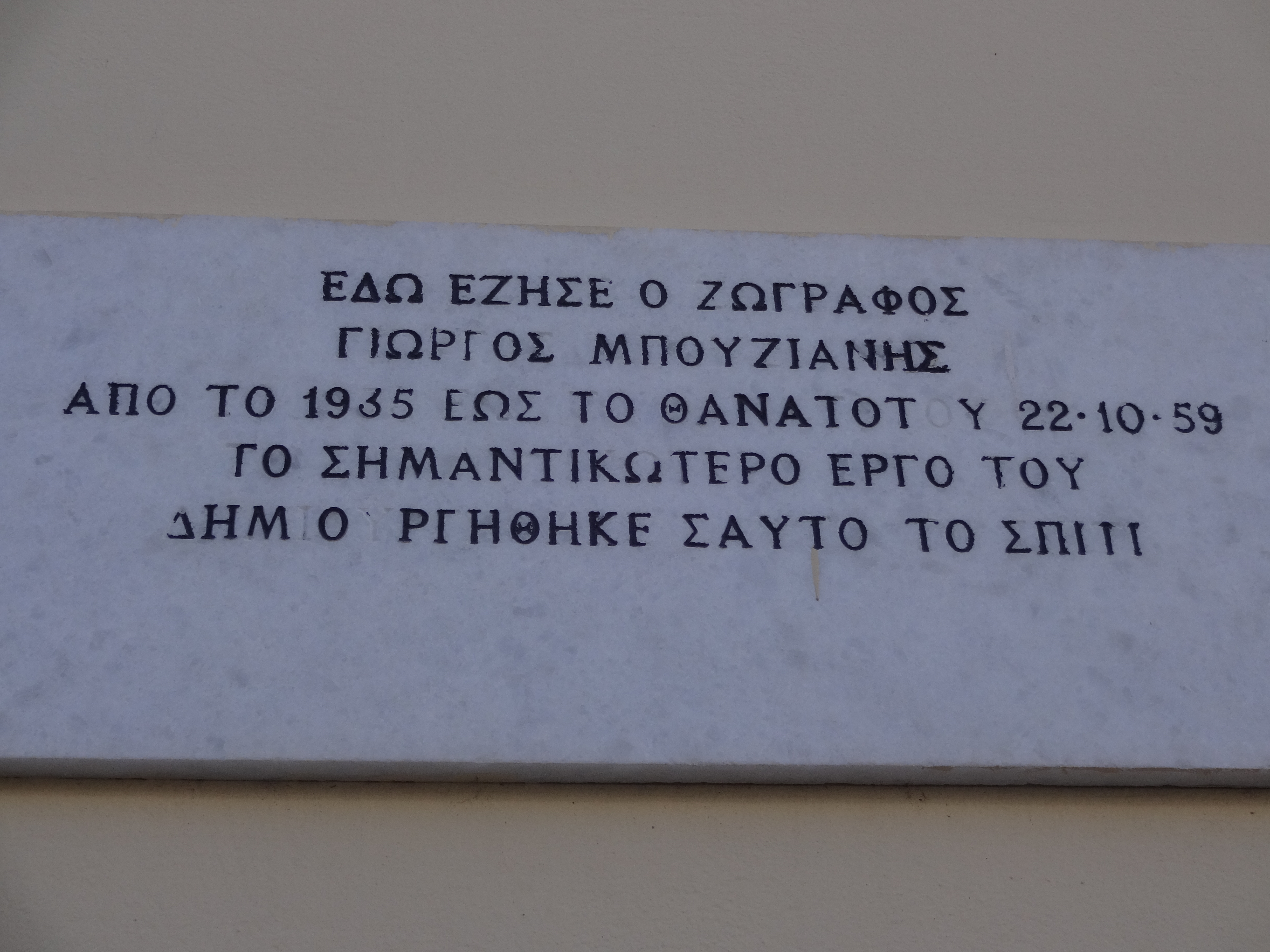
Мемориальная плита на доме-музее Бузяниса в афинском муниципалитете Дафни.

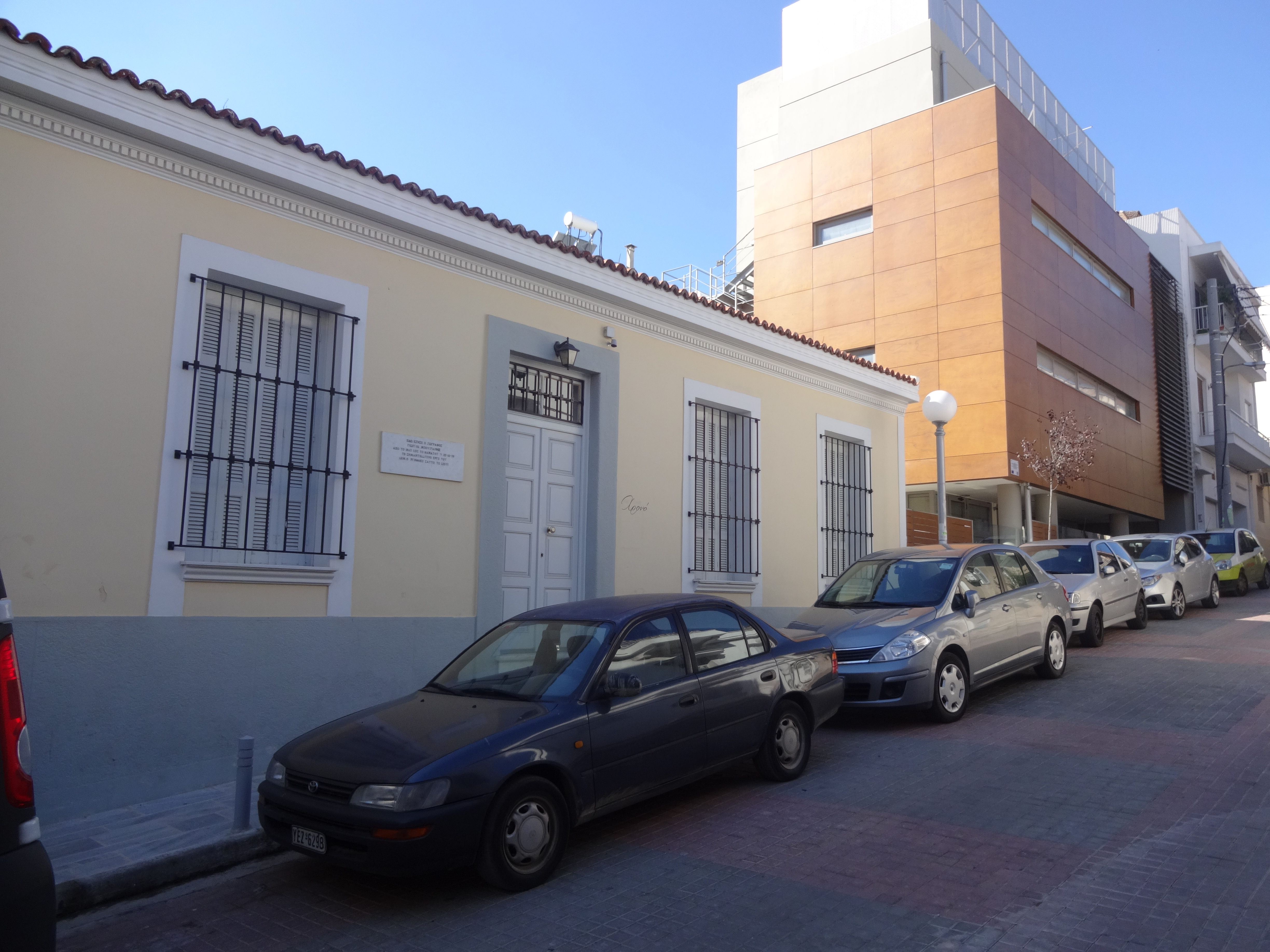
Дом-музей Бузяниса и здание Галереи Бузяниса.

Через 27 лет пребывания за границей, Бузянис вернулся в Грецию.
Для художника началась новая жизнь, но не такая «розовая», как на Западе.
Художественная среда была тесной, вновь прибывший был неизвестным.
В 1934 году он впервые принял участие в групповой выставке в галерее «Студио».
Его посещения в министерства были безрезультатными.
Обещания греческого консульства в Берлине оказались только риторикой.
Из устных свидетельств следует, что Бузянис сожалел о своём возвращении в Грецию, вместо того чтобы принять предложение уехать в США.
Он уединился с семьёй на малой улочке в афинском квартале Дафни, которая в 1960 году, после смерти художника получила его имя.
После своего первого участия в групповой выставке в 1934 году, Бузянис редко выставлял свои работы.
Он принял участие в «Панэллинских выставках» 1938 (1 рисунок) и 1939 годов (4 акварели).
С 1938 года и по 1949 год, включая период тройной, германо-итало-болгарской, оккупации Греции и Гражданской войны Бузянис не принимал участие в выставках и «замкнулся» в себе.
Лишь в ноябре 1949 года он организовал свою первую персональную выставку в Греции, выставив 57 работ маслом, 22 акварелей и 15 рисунков
Выставка осталась его единственной персональной выставкой, до самой его смерти в 1959 году.
В 1950 году он принял участие в XXVI Венецианской биеннале, где выставил 10 работ маслом и 7 акварелей.
Он также принял участие в выставке группы «Уровень» (Στάθμη) (1951-53).
В 1952 году принял участие в 4-й Панэллинской выставке
В 1957 году выставлялся вместе с «Группой пяти».
Последней его выставкой была выставка в «Агентстве духовного сотрудничества» в мае 1959 года, где Бузянис представил 3 портрета (масло).
Искусствоведы отмечают его участие в ещё двух выставках: в 1952 году на международной выставке Orangerie в Эрлангене, Германия и в 1953 году на «Выставке современной греческой живописи», в римской Национальной галерее современного искусства.
В 1956 году Бузянис получил первый (греческий) приз международного конкурса Фонда Гуггенхайма

## Наследство
Бузянис умер в ночь с 22 на 23 октября 1959 года от сердечной недостаточности.
После смерти художника его дом был куплен муниципалитетом Дафни и превращён в музей. Рядом было построено многоэтажное здание «Художественной галереи Бузяниса».
Работы Бузяниса хранятся в Национальной галерее Греции и многих других публичных и частных коллекциях.
Выставки ретроспективы художника были организованы Национальной галерей в 1977 и в 1985 годах, и Музее Бенаки в 2005 году.